# Al Hamra Tower
De Al Hamra Tower is een wolkenkrabber in Koeweit, Koeweit. Het gebouw is 412,6 meter hoog en heeft 77 verdiepingen. De constructie begon aan het einde van 2005, eind 2011 is het gebouw gereed gekomen. Al Hamra Tower heeft een oppervlakte van 195.000 vierkante meter en is door Ahmadiah Contracting and Trading Company gebouwd. Ajial Real Estate Entertainment Co. is de eigenaar van het gebouw. Het gebouw is ontworpen door het architectenbureau Skidmore, Owings and Merrill. Het gebouw heeft ongeveer 372 miljoen dollar gekost.

## Ontwerp
Omdat het gebouw met een draai ontworpen is, moesten de betonnen muren en vloeren allemaal licht gedraaid gestort worden. Door alles iets verder te plaatsen, kon er voor gezorgd worden dat door het inklinken van het beton alles wel op zijn plek terecht zou komen.
Al Hamra Tower heeft een 24 meter hoge lobby en bevat 41 liften. Daarnaast bevat het gebouw:
- Zes verdiepingen detailhandel.
- Een daktuin.
- Het grootste zakencentrum in Koeweit.
- Een Sky Lounge restaurant.
- Een parkeergarage.[7]